# 南部義重
南部 義重（なんぶ よししげ）は、鎌倉時代後期から南北朝時代にかけての武士。甲斐南部氏3代当主。南部義行の嫡男。奥氏や河西氏、仙洞田氏の祖とされる。ただし系譜によって記載・不記載が異なる。

## 生涯
義重の名は、複数ある南部系図の一部に見えるが、南部家が江戸幕府に提出した『寛政重修諸家譜』などには彼の名は無い。
『南部町誌 上巻』所収の系図（岩手県史・続群書類従・参考諸家系図から構成）によれば、義重は義行の子で、三戸南部10代の茂時および11代の信長の兄としてみえる。一方、同じく『南部町誌 上巻』所収の『参考諸家系図』南部氏（一系）子孫なしの系図の一つでは、義行の長男・太郎義重がある。ここでは将軍家に仕え甲斐守に任じられたといい、嘉暦元年（1326年）に死去、その子孫が伝を失うとする。
『太平記』にも義重は登場する。『南部史談会誌』（盛岡の郷土研究会発行の雑誌）によると、甲斐守義重は「太平記」の版本の一つである金勝院本と、「太平記網目」（既存の注釈論評をまとめ新解釈も付与した太平記の集成書、寛文8年（1668年）刊行）に登場するという。山下宏明校注『太平記』では彼の名は採用されていない。
『南部史談会誌』などによれば、甲斐の南部の庄を父、義行から継いでいた義重は元弘3年（1333年）、新田義貞の鎌倉攻めに南部時長ら南部一族と共に加わり、建武2年（1335年）11月、矢作川の戦いに新田方で参加し足利軍を破り、延元元年（1336年）5月、湊川の戦い後、尊氏が京に入ったため、南部義重は後醍醐天皇・新田義貞らと共に比叡山に逃れた。同年10月、足利尊氏と後醍醐天皇が和睦し、後醍醐天皇が光明天皇に皇位を譲った。このとき義重は義貞らとは別に後醍醐天皇に従っていて足利方に捕らえられ禁殺されたとする。
なお、山下宏明校注『太平記』に登場して甲斐守を授っているのは南部為重である。義重が記載される系譜において為重は義重の子とされている。南部甲斐守為重は義重と同様に後醍醐天皇に従って足利軍に捕らえられたとするが、義重とは違いその生死まで描写されていない。

## 子孫
義重の子孫を述べる系図もあるが、彼の系譜位置と同じく諸説ある。
山梨県南部町に南部氏の祖、源義光（新羅三郎）が勧請したとする諏訪明神社、神官家若林家蔵の「南部氏系図」では、義行の子に甲斐守義重があり、鎌倉将軍家に仕え嘉暦元年（1326年）に死去したといい、子に泰重、左近将監・甲斐守為重の2人があったとする。
次男為重（のち政時と改める）の長男・重時の系統は、南部則時・南部元時・南部元秀・南部定秀・南部宗秀・河西満秀と続き、満秀が河西氏を名乗ったという。為重の三男・南部春重の家は孫の重清が仙洞田氏を称している。
重時の子孫は甲斐国南部荘に永正年間まで存在していたと見られ、のち武田氏により八代郡に移された。宗秀のとき武田家を追放されたが、宗秀の子息らしき人物が「甲越軍記」にて武田軍中にみえる。ただし「甲越軍記」は宗秀の家臣の子としている（『南部町誌』）。
しかしこの諏訪明神社の系譜 は茂時および信長を義行の子とせず、茂時を南部政光の子、信長や時長らを茂時の子としており、南部宗家が義行系とする通説に反する記述であり、『南部町誌』は、義行系甲斐南部氏の記述を確実とするがそれ以外には疑問を投げかけている。
『九戸戦史』 所収の「一戸氏南部系図」では、同じく義行の子に義重を置き、子に常陸介某    があったとする。この家は孫の清政が足利義満に仕え、曾孫・一戸彦太郎が甲斐から下向したが、彦太郎の子・政連が実弟・一戸信濃に殺害されて滅んだという。なお義重弟の茂時および信長は義時・行長と書かれている。「二戸志」の一戸南部の系図では、『九戸戦史』
と同じであるが、一戸政連の子に一戸出羽があり、その子孫が奥氏となったと伝える。